# EC Red Bull Salzburg

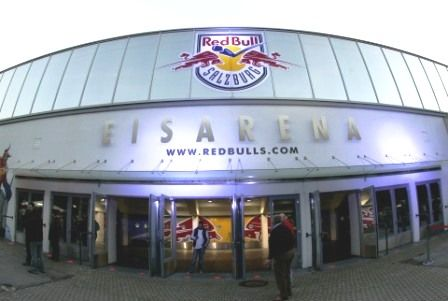
Lodowisko Eisarena Salzburg

EC Red Bull Salzburg – austriacki klub hokejowy z siedzibą w Salzburgu, występujący w rozgrywkach Erste Bank Eishockey Liga.
Posiada drużynę farmerską grającą w krajowej lidze austriackiej Eishockey-Nationalliga.
W 2013, wraz z niemieckim zespołem EHC Red Bull Monachium, pod egidą sponsora Red Bull klub powołał wspólną drużynę juniorską, która została przyjęta do rosyjskich rozgrywek Mołodiożnaja Chokkiejnaja Liga od sezonu 2013/2014 (siedzibą jest Salzburg).

## Dotychczasowe nazwy
- EC Kaindl Salzburg (1995−2000)
- EC The Red Bulls Salzburg (2000−2005)
- EC Red Bulls Salzburg (2005-2007)
- EC Red Bull Salzburg (od 2007)

## Sukcesy
- Złoty medal mistrzostw Austrii (8 razy): 2007, 2008, 2010, 2011, 2014, 2015, 2016, 2018
- Srebrny medal mistrzostw Austrii (1 raz): 2006
- Puchar Kontynentalny (1 raz): 2010
- Drugie miejsce w Pucharze Kontynentalnym (1 raz): 2011
- European Trophy: 2011